# Vast Space
Vast Space LLC je soukromá americká společnost z oboru kosmonautiky. Sídlí v Long Beach v Kalifornii. Za cíl si klade vyvíjet a provozovat vesmírné stanice s umělou gravitací. Vypuštění své první, jednomodulové stanice Haven-1 společnost plánuje na polovinu roku 2026.

## Historie společnosti
Jed McCaleb, úspěšné podnikatel v oboru kryptoměn, společnost založil v roce 2021 v kalifornském městě El Segundo s tím, že by plánovaná stanice určená pro dlouhodobé využívání měla sloužit jako výzkumná platforma, ale výrobní základna a výchozí bod pro budoucí meziplanetární mise. Protože má pobyt v mikrogravitaci významné dopady na lidské zdraví, zaměřila se společnost na zajištění umělé gravitace prostřednictvím rotující struktury stanice.
Společnost se v lednu 2023 přestěhovala do nově vytvořeného vývojového a výrobního areálu o ploše asi 12 tisíc metrů čtverečních v rozvojové zóně města Long Beach. Společnost v té souvislosti uvedla, že podle plánů bude mít v roce 2027 celkem 700 zaměstnanců. Krátce poté, v únoru 2023, následovalo převzetí dalšího kosmického start-upu, společnosti Launcher se sídlem v Hawthorne, jehož zakladatel a generální ředitel Max Haot se stal prezidentem společnosti Vast. Ta díky transakci získala aktiva, produkty a zaměstnance Launcheru včetně vývoje jejího motoru E-2 a nosiče užitečného zatížení Orbiter, jejichž nasazení do provozu se v té době plánovalo na léto 2023.
Do týmu, který McCaleb pro splnění své představy vytvořil, získal řadu zkušených inženýrů ze společnosti SpaceX a dalších firem v oboru, včetně např. Kyla Dedmona, někdejšího viceprezidenta SpaceX pro výstavbu pozemní infrastruktury. S ohledem na nutnost provozovat pro zajištění dopravy k vesmírným stanicím společnost angažovala také astronauty, kteří ukončili své kariéry v NASA. Prvním z nich se stal v červenci 2023 Garrett Reisman v roli poradce pro strategii a další problematiku související s kosmickými lety s posádkou. V únoru 2025 společnost posílil Andrew Feustel v roli vedoucího astronauta (Lead Astronaut).
Vast Space také v červnu 2023 uzavřela dohodu s NASA o zapojení do programu spolupráce v oblasti komerčních vesmírných kapacit (Collaborations for Commercial Space Capabilities-2, CCSC-2) k podpoře vývoje stanic s umělou gravitací. Ta sice společnosti nepřinesla žádné vládní finanční prostředky, ale poskytla jí mimo jiné technickou expertízu, hodnocení a data.

## Projekty společnosti

### Motor E-2
Poté, co Vast Space převzala společnosti Launcher, pokračovala ve vývoji jejího raketového motoru E-2. Stroj vytvářený 3D tiskem a poháněný kapalným palivem se stupňovitým spalováním měl být původně používán pro nosnou raketu Light společnosti Launcher ve spojení s kosmickým tahačem Orbiter. Vast Space ale od vývoje vlastní rakety odstoupila a aktivity společnosti Launcher plně zaměřila raketový motor E-2 se stupňovitým spalováním. V dubnu 2024 se uskutečnilo testování motoru E-2 ve Stennisově vesmírném středisku.

### Orbiter
Společnost Launcher svým projektem Orbiter mířila k vytvoření orbitálního dopravního prostředku schopného nést užitečné zatížení zákazníků včetně malých satelitů na stanovené oběžné dráhy, na které by se vlastními silami nemohly dostat. Původně byl sice plánován pro použití jako třetí stupeň rakety Light, ale byl kompatibilní také s raketou Falcon 9 společnosti SpaceX a dalšími nosiči. První kus označený SN1 nesl 3. ledna 2023 náklad od 8 zákazníků, ale selhal krátce po uvolnění od nosné rakety, protože se nemohl správně orientovat vůči Slunci a jeho solární články nevyráběly elektřinu. Ani druhý let, provedený 12. června 2023, tedy již po převzetí společnosti Launcher společností Vast Space, nepřinesl úspěch. Orbiter SN3 se po uvolnění od nosné rakety dostal do nekontrolované rotace, potože selhal jeho systém řízení polohy. Orbiter sice nouzově vypustil na vlastní dráhy vynesené satelity, ale kvůli současnému ubývání energie se po a pošesti obletech Země odmlčel. I když byly v plánu ještě další mise, Vast Space po selhání druhého letu program Orbiter přerušil.

### Haven Demo
Společnost sestavila demonstrační satelit o hmotnosti 500 kg, aby ověřila některé své technologie potřebné pro stanici Haven-1, především radiofrekvenční komunikační systém, naváděcí, navigační a řídicí hardware a algoritmy, solární soustavu a pohonný systém. Satelit měla vynést na oběžnou dráhu raketa Falcon 9 při letu Bandwagon-3, sdíleném startu se skupinou dalších, navzájem nesouvisejících satelitů. Let se uskutečnil 22. dubna 2025, ale Haven Demo mezi vypuštěnými satelity nebyl, takže na něj dojde při další misi Bandwagon-4.

### Haven-1
Vast Space v květnu 2023 představila plán vypustit v srpnu 2025 jednomodulovou vesmírnou stanici Haven-1, na níž si ověří všechny nezbytné postupy a technologie pro pozdější výstavbu stanice Haven-2 tvořené sestavou obdobných modulů. Společnost významně zkrátila vývoj modulu díky akvizici společnosti Launcher, která již disponovala některými podsystémy (např. pohonem a avionikou) pro svůj vesmírný tahač Orbiter. Vedle toho se dohodla se SpaceX, že její kosmická loď Crew Dragon bude – na rozdíl od misí na ISS – po celou dobu připojení k Haven-1 v aktivním stavu, což umožní využít její systémy podpory života. Díky tomuto přístupu mohl být modul vyroben poměrně rychle v nejjednodušší bezpečné sestavě.
Modul válcového tvaru o průměru 4,4 metru, na jedné straně s kuželovitým zakončením, na druhé straně se spojovacím portem pro připojení kosmických lodí s posádkou, bude mít na délku 10,1 metru a objem hermetizovaného prostoru dosáhne 80 metrů krychlových, z toho na obyvatelný prostor pro posádku připadne 45 m3. Součástí modulu bude skleněná kopule o průměru 110 centimetrů pro pozorování a fotografování Země a laboratoř se zařízením Haven-1 Lab, označovaným za výzkumnou, vývojovou a výrobní platformu stanice.
Současné úvahy společnosti míří k vypuštění stanice na oběžnou dráhu v květnu 2026 s tím, že první posádka by na asi dvoutýdenní misi Vast-1 přiletěla „nejdříve koncem června 2026”. Společnost však pro stanici počítá s až třemi dalšími střednědobými misemi, které by mohly trvat až 30 dní. Pro vynesení stanice i pro první dvě mise na raketě Falcon 9 už Vast Space uzavřela smlouvu se SpaceX, která poskytne i kosmické lodi Crrew Dragon a zajistí výcvik posádek.

### Haven-2
Vast Space v říjnu 2024 představla projekt stanice Haven-2 ve tvaru čtyřramenného kříže, jehož každé rameno tvoří dva moduly zařazené po délce za sebou. Střed sestavy bude tvořit spojovací uzel.
Společnost pracuje s termínem vypuštění prvního modulu v roce 2028. Měl by mít vnější průměr 4,4 metru, stejně jako modul Haven-1, ale bude o 6 metrů delší – a díky tomu se zvýší i vnitřní prostor pro posádku na 55 m3 a celkový hermetizovaný prostor na 125 m3. Spojovací porty budou na obou stranách. V letech 2029 a 2030 by měly vždy po půl roce přibýt další 3 identické moduly, které budou spojeny do jedné řady. Po nich přiletí jádrový modul Haven Core o průměru 7 metrů a s vnitřním prostorem 70 m3, který pak pomocí své robotické paže připojí jednotlivé moduly ke svým spojovacím portům do tvaru kříže. A ke každému ze čtyř konců ramen tohoto kříže se do roku 2032 v nezměněném tempu připojí po jednom dalším modulu. Dokončená sestava bude mít celkem 510 m3 vnitřního prostoru pro posádku.
Společnost se se svou představou nemohla přihlásit do prvního kola výběru příjemců podpory z programu Commercial LEO Destinations agentury NASA, která touto cestou vytváří kapacitu pro svůj vědecký program na období po skončení životnosti ISS (výběr se konal v roce 2021). V říjnu 2024 Vast Space ale oznámila, že se zúčastní kola druhého, které by mělo skončit vyhlášením výsledků zhruba v polovině roku 2026. Max Haot v rozhovoru zveřejněném v únoru 2025 k nezbytnosti financování z NASA řekl: „Pokud nezískáme zakázku, nemyslíme si, že můžeme vůbec existovat, takže je to otázka přežití.”

### Private Astronaut Missions
Společnost usiluje o zapojení i do dalšího programu NASA, založeného v roce 2019 a nazvaného Private Astronaut Missions (PAM). Agentura touto cestou – ve spolupráci se soukromým kosmickým průmyslem – umožňuje dvoutýdenní cesty privátních astronautů na ISS. První čtyři mise programu v letech 2022 až 2025 zajistila společnost Axiom Space.
NASA v dubnu 2025 požádala o nabídky na další 2 lety, které by se měly uskutečnit v letech 2026 a 2027. Axiom Space usiluje o jejich získání, zájem však naznačila i Vast Space. Výběrové řízení o přidělení pátého a šestého letu dosud nebylo ukončeno, uchazeči mají pro předložení nabídek termín do 30. května 2025.

## Spolupráce s Českou republikou
V červnu 2024 Vast Space uzavřela memorandum o porozumění s Evropskou kosmickou agenturou (ESA). Společnost uvedla, že prozkoumá, zda by evropský kosmický průmysl mohl poskytnout pro vesmírnou stanici Haven-1 a navazující stanice nějaké subsystémy, a že také zváží možnosti zapojení budoucích evropských posádek a nákladních kosmických lodí do provozu těchto stanic.
Podobné memorandum za účelem prozkoumání potenciálních partnerství na budoucích letech společnosti a podpory národního kosmického průmyslu podepsala s Vast Space v listopadu 2024 také Česká republika, která si tak – vedle spolupráce s Axiom Space – otevřela druhou možnost k uskutečnění kosmického letu pro českého občana, např. dříve vybraného záložního astronauta ESA Aleše Svobody.